# Parafia Najświętszego Ciała i Krwi Chrystusa w Kłobucku
Parafia Najświętszego Ciała i Krwi Chrystusa – rzymskokatolicka parafia znajdująca się w Kłobucku, w dzielnicy Zagórze. Należy do dekanatu Kłobuck archidiecezji częstochowskiej.
Została utworzona 17 sierpnia 1988 r. Pierwsze nabożeństwa odbywały w tymczasowym budynku znajdującym się obok budowanego kościoła. Kościół parafialny został wybudowany w latach 1989–1999 według projektu architekt Iwony Moroz.

## Proboszczowie
- ks. kan. Kazimierz Adam Świerdza (1988–2006)[1]
- ks. Eugeniusz Bubak (2006–2014)
- ks. Grzegorz Banasiak (od 2014)